# USA Today

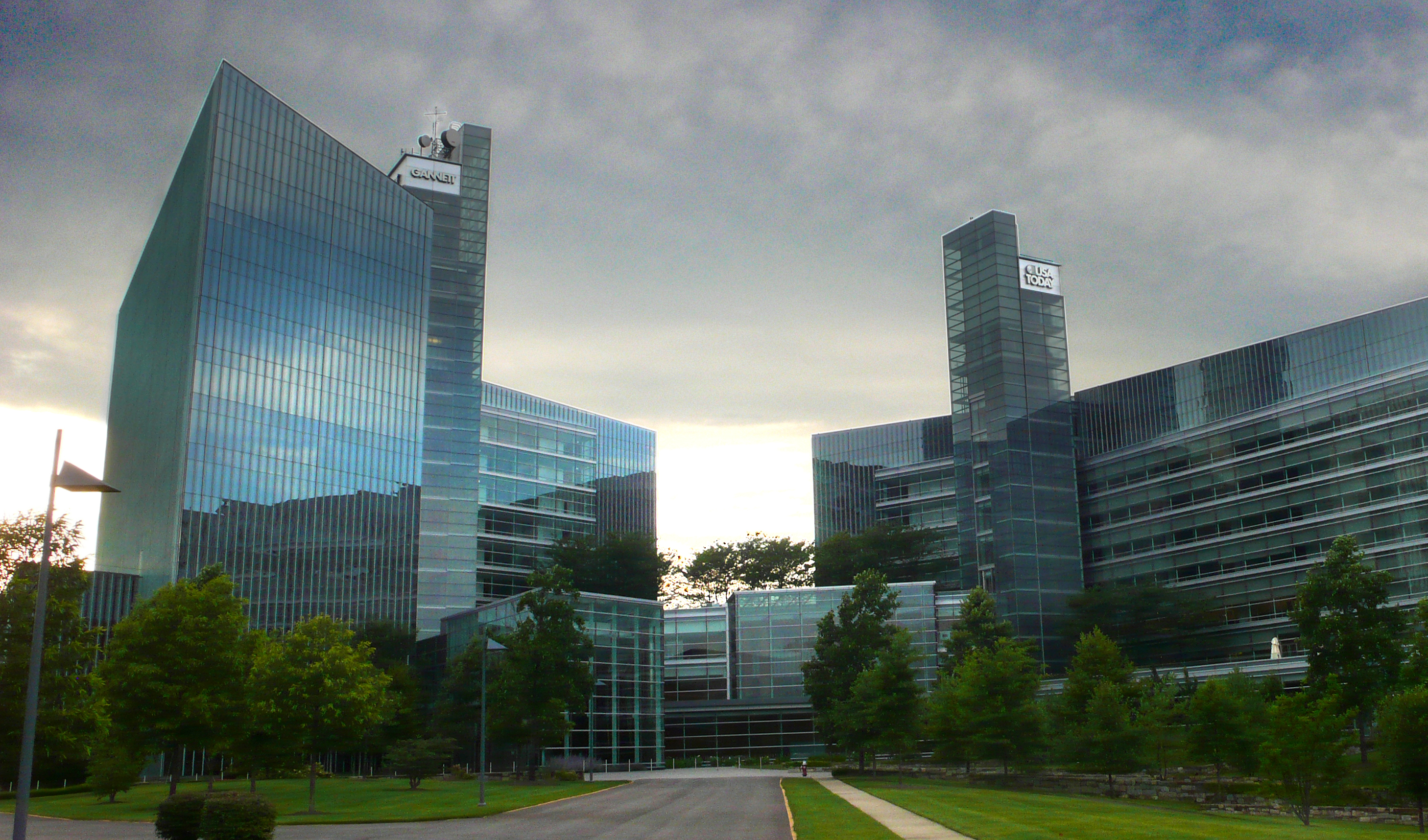
Vorderansicht des USA Today/Gannett Gebäudes in Tysons Corner, Virginia

USA Today ist eine US-amerikanische Tageszeitung. Sie ist die viertmeistgelesene Zeitung in den USA (Stand 2023).
Die USA Today wird zum Teil als Gratiszeitung in schlankerer Form angeboten. Als Daily Record erscheint in New York eine Regionalausgabe der USA Today, die sich stärker auf Geschehnisse in New York City und New Jersey fokussiert; eine Auswahl überregionaler Nachrichten ist identisch mit der Standardausgabe.

## Geschichte

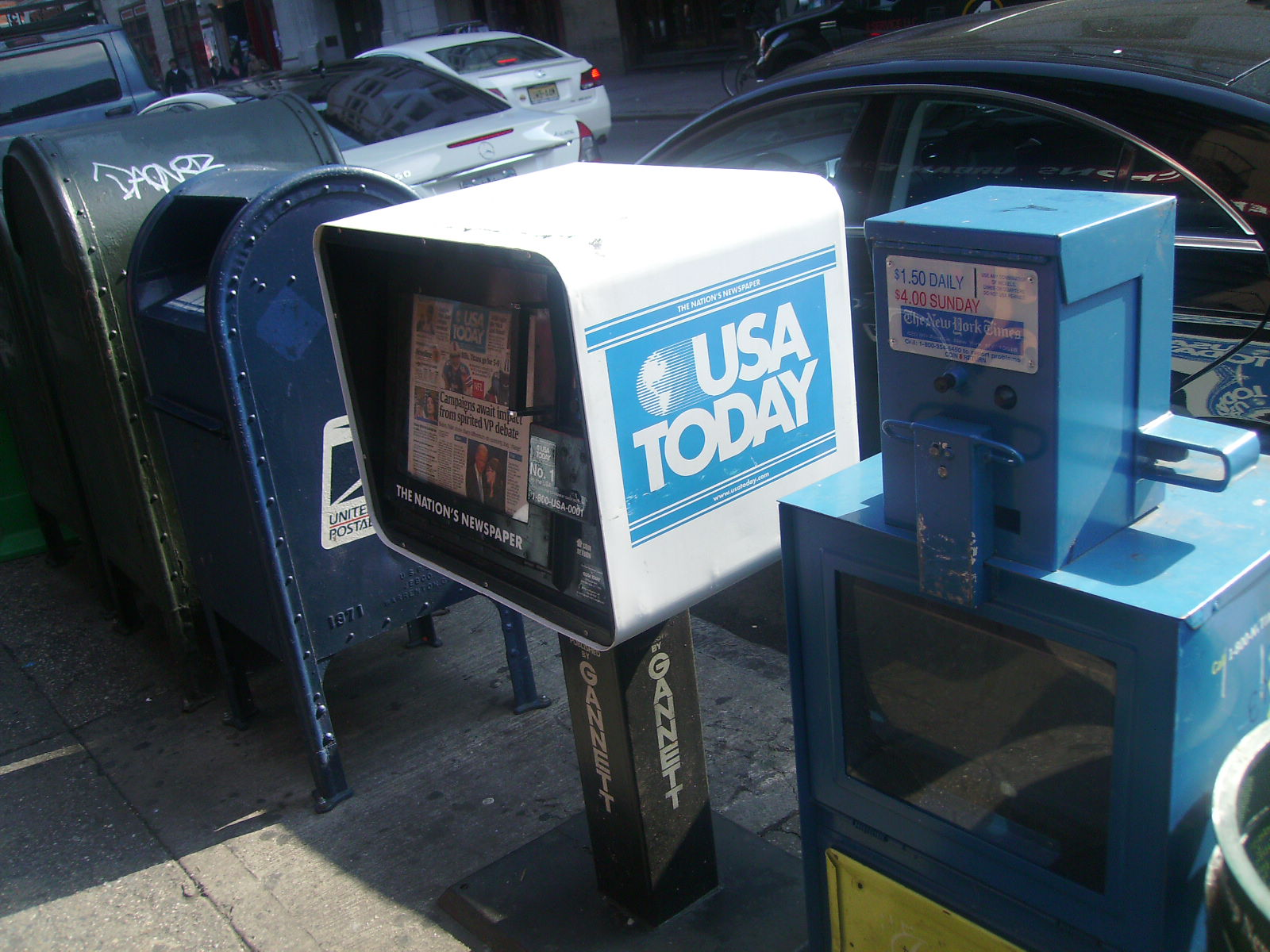
Verkaufsautomat mit altem Logo in Manhattan, 2008

Die Zeitung wurde am 15. September 1982 von Al Neuharth, dem damaligen Chef von Gannett, gegründet und ist jetzt das Flaggschiff des Gannett-Konzerns. Als erster Redaktionsleiter wirkte von 1982 bis 1991 John Seigenthaler Senior. Als erste Zeitung überhaupt nutzte USA Today die Möglichkeiten der Satellitenübertragung, um die Zeitung an verschiedenen Orten der USA drucken zu können. 2001 zog USA Today von Washington D.C. nach Tysons Corner, in einen neuen 120.000 m² großen Firmenhauptsitz.
Im März 2004 war das Blatt Gegenstand eines Skandals um seinen langjährigen Kolumnisten und Pulitzer-Preis-Nominierten Jack Kelley. Er wurde beschuldigt, Schlagzeilen frei erfunden zu haben. Als Folge des Skandals ließ das Blatt Kelleys Artikel sowie seine angeblichen Aufenthaltsorte (u. a. in Kuba, Israel und Jordanien) überprüfen. In weiterer Folge trat Kelley zurück, bestritt aber die Anschuldigungen. Der Herausgeber des Blatts, Craig Moon, druckte eine öffentliche Entschuldigung auf der Titelseite der Zeitung.
Im Oktober 2020 gab die Zeitung erstmals in ihrer Geschichte eine Wahlempfehlung ab: Sie rief ihre Leser dazu auf, bei der Präsidentschaftswahl am 3. November 2020 für Joe Biden zu stimmen. Im November 2020 beschuldigte Nicole Carroll, die Chefredakteurin der Zeitung, den US-Präsidenten Donald Trump der Verbreitung von Verschwörungstheorien.